# Tournament of Champions 2009
Het eindejaarstoernooi Tournament of Champions (officieel Commonwealth Bank Tournament of Champions) van 2009 werd gespeeld van 4 tot en met 8 november 2009. Het tennistoernooi vond plaats op het Indonesische eiland Bali. Er werd gespeeld op hardcourtbinnenbanen. De tien hoogst gerangschikte speelsters, die minstens één toernooi in de categorie International hadden gewonnen in het afgelopen seizoen en niet deelnamen aan de WTA Tour Championships, waren automatisch gekwalificeerd voor het toernooi. Daarenboven werden door de organisatie van het toernooi twee wildcards uitgereikt, te weten aan Sabine Lisicki en Kimiko Date-Krumm. Alle deelneemsters werden onderverdeeld in vier groepen van drie speelsters. De winnares van elke groep stootte door naar de halve finale.
De finale werd een Frans duel met de als eerste geplaatste Marion Bartoli die tegenover de als tiende geplaatste Aravane Rezaï stond. Rezaï kreeg uiteindelijk de zege cadeau nadat Bartoli zich blesseerde aan het einde van de eerste set. Bartoli speelde de set nog uit en verloor deze met 7-5, daarna moest ze de handdoek gooien. Rezaï won op die manier haar tweede WTA-titel van het seizoen. Het was eveneens de tweede toernooizege in haar carrière.

## Plaatsingslijst
| Nr.   | Speelster                   | Rang | Resultaat    |
| ----- | --------------------------- | ---- | ------------ |
| 1.    | Marion Bartoli              | 12   | finale       |
| 2.    | Samantha Stosur             | 13   | eerste ronde |
| 3.    | Yanina Wickmayer            | 18   | eerste ronde |
| 4/WC  | Sabine Lisicki              | 25   | eerste ronde |
| 5.    | Anabel Medina Garrigues     | 28   | eerste ronde |
| 6.    | María José Martínez Sánchez | 30   | halve finale |
| 7.    | Shahar Peer                 | 31   | eerste ronde |
| 8.    | Melinda Czink               | 38   | eerste ronde |
| 9.    | Ágnes Szávay                | 42   | eerste ronde |
| 10.   | Aravane Rezaï               | 44   | winnares     |
| 11.   | Magdaléna Rybáriková        | 46   | eerste ronde |
| 12/WC | Kimiko Date-Krumm           | 101  | halve finale |

## Prijzengeld en WTA-punten
| Resultaat              | Prijzengeld | WTA-punten |
| ---------------------- | ----------- | ---------- |
| winnares               | $ 200.000   | 600        |
| finale                 | $ 100.000   | 420        |
| halve finale           | $ 50.000    | 250        |
| eerste ronde (1 zege)  | $ 32.500    | 160        |
| eerste ronde (0 zeges) | $ 15.000    | 70         |

## Toernooischema
| Legenda | Legenda                  |
| ------- | ------------------------ |
| Q       | Qualifier                |
| WC      | Deelname via wildcard    |
| LL      | Lucky Loser              |
| r       | Opgave / trok zich terug |
| w/o     | Walk-over                |
| Alt     | Alternate                |
| SE      | Special Exempt           |
| PR      | Protected Ranking        |
| d       | Diskwalificatie          |

### Halve finale en finale
|  | Halve finale | Halve finale                | Halve finale  | Halve finale | Halve finale  |   |                | Finale | Finale | Finale | Finale | Finale |
|  |              |                             |               |              |               |   |                |        |        |        |        |        |
|  | 1            | Marion Bartoli              | 6             | 6            |               |   |                |        |        |        |        |        |
|  | 12/WC        | Kimiko Date-Krumm           | 1             | 3            |               |   |                |        |        |        |        |        |
|  | 12/WC        | Kimiko Date-Krumm           | 1             | 3            |               | 1 | Marion Bartoli | 5      | r      |        |        |        |
|  |              |                             |               |              |               | 1 | Marion Bartoli | 5      | r      |        |        |        |
|  |              | 10                          | Aravane Rezaï | 7            |               |   |                |        |        |        |        |        |
|  | 10           | 10                          | Aravane Rezaï | 7            | Aravane Rezaï | 6 | 6              |        |        |        |        |        |
|  | 10           |                             |               |              | Aravane Rezaï | 6 | 6              |        |        |        |        |        |
|  | 6            | María José Martínez Sánchez | 2             | 3            |               |   |                |        |        |        |        |        |

### Groepswedstrijden

#### Groep A

##### Resultaten
| Wedstrijd          | Wedstrijd | Wedstrijd                 | Resultaat   |
| ------------------ | --------- | ------------------------- | ----------- |
| Marion Bartoli (1) | -         | Magdaléna Rybáriková (11) | 6-4, 6-4    |
| Shahar Peer (7)    | -         | Magdaléna Rybáriková (11) | 6-1, 7-6(4) |
| Marion Bartoli (1) | -         | Shahar Peer (7)           | 6-3, 6-2    |

##### Klassement
| Nr. | Speelster                 | Partijen | Sets |
| --- | ------------------------- | -------- | ---- |
| 1   | Marion Bartoli (1)        | 2-0      | 4-0  |
| 2   | Shahar Peer (7)           | 1-1      | 2-2  |
| 3   | Magdaléna Rybáriková (11) | 0-2      | 0-4  |

#### Groep B

##### Resultaten
| Wedstrijd                       | Wedstrijd | Wedstrijd           | Resultaat     |
| ------------------------------- | --------- | ------------------- | ------------- |
| Samantha Stosur (2)             | -         | Ágnes Szávay (9)    | 6-2, 3-6, 6-1 |
| María José Martínez Sánchez (6) | -         | Ágnes Szávay (9)    | 4-6, 6-4, 6-0 |
| María José Martínez Sánchez (6) | -         | Samantha Stosur (2) | 7-6(4), 7-5   |

##### Klassement
| Nr. | Speelster                       | Partijen | Sets |
| --- | ------------------------------- | -------- | ---- |
| 1   | María José Martínez Sánchez (6) | 2-0      | 4-1  |
| 2   | Samantha Stosur (2)             | 1-1      | 2-3  |
| 3   | Ágnes Szávay (9)                | 0-2      | 2-4  |

#### Groep C

##### Resultaten
| Wedstrijd                 | Wedstrijd | Wedstrijd                   | Resultaat     |
| ------------------------- | --------- | --------------------------- | ------------- |
| Yanina Wickmayer (3)      | -         | Kimiko Date-Krumm (12/WC)   | 7-6(5), 6-3   |
| Kimiko Date-Krumm (12/WC) | -         | Anabel Medina Garrigues (5) | 6-4, 6-3      |
| Vera Doesjevina (ALT)     | -         | Anabel Medina Garrigues (5) | 2-6, 6-1, 7-5 |

##### Klassement
| Nr. | Speelster                   | Partijen | Sets |
| --- | --------------------------- | -------- | ---- |
| 1   | Kimiko Date-Krumm (12/WC)   | 1-1      | 2-2  |
| 2   | Vera Doesjevina (ALT)       | 1-0      | 2-1  |
| 3   | Anabel Medina Garrigues (5) | 0-2      | 1-4  |
| 4   | Yanina Wickmayer1 (3)       | 1-0      | 2-0  |

#### Groep D

##### Resultaten
| Wedstrijd             | Wedstrijd | Wedstrijd             | Resultaat        |
| --------------------- | --------- | --------------------- | ---------------- |
| Aravane Rezaï (10)    | -         | Sabine Lisicki (4/WC) | 1-6, 6-3, 6-4    |
| Aravane Rezaï (10)    | -         | Melinda Czink (8)     | 6-3, 7-5         |
| Sabine Lisicki (4/WC) | -         | Melinda Czink (8)     | 6-2, 6-7(1), 6-4 |

##### Klassement
| Nr. | Speelster             | Partijen | Sets |
| --- | --------------------- | -------- | ---- |
| 1   | Aravane Rezaï (10)    | 2-0      | 4-1  |
| 2   | Sabine Lisicki (4/WC) | 1-1      | 3-3  |
| 3   | Melinda Czink (8)     | 0-2      | 1-4  |

## Bron
- (en)  Toernooischema WTA

2009 · 2010 · 2011 · 2012 · 2013 · 2014 · 2015 · 2016 · 2017 · 2018 · 2019 · 2020–2022 · 2023
Grand Slam: Australian Open · Roland Garros · Wimbledon · US Open
Landenteams: Fed Cup · Hopman Cup